# Elisabeth Bunge-Wargau

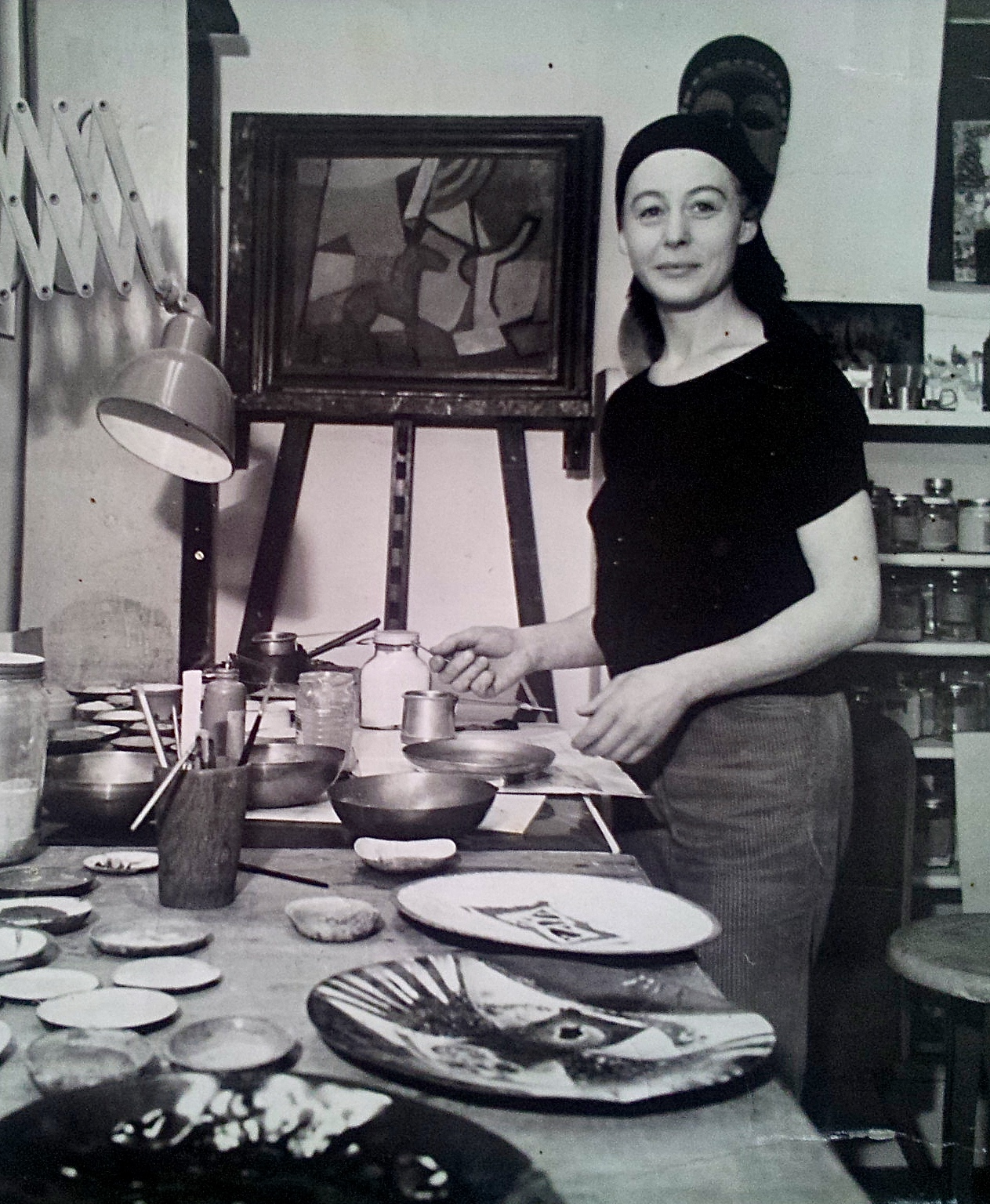
Elisabeth Bunge-Wargau in ihrem Atelier in Emmering

Elisabeth (Lisl) Bunge-Wargau (* 12. Mai 1926 in Fürstenfeldbruck; † 22. Dezember 2005 in Emmering bei Fürstenfeldbruck) war eine deutsche Malerin und Emailkünstlerin.

## Leben
Elisabeth Wargau wuchs mit ihren drei Geschwistern im Fürstenfeldbrucker Café „Rodelbahn“ auf. Die Familie Wargau soll ursprünglich aus Ungarn eingewandert sein. Zwischen 1947 und 1951 hatte sie an der Akademie der bildenden Künste in München bei dem Zeichner, Landschafts-, Figuren- und Tiermaler Fritz Skell und vor allem bei dem Maler und Glasmaler Josef Oberberger studiert. In der „Rodelbahn“ lernte sie den Emmeringer Künstler Charles Bunge kennen. 1952 heiratete das Paar und bekam zwei Kinder, Daniel und Rena Bunge, die auch eine Goldschmiedin war. Das Paar wohnte zunächst am Mitterfeldweg 14, erwarb dann aber ein eigenes Wohnhaus (heute Hauptstraße 25), gründete eine Werkstatt und meldete im Jahr 1953 ein Gewerbe als ‘Metall- und Kunstwerkstätte’ an. Beide führten die Firma zusammen als ‘C. u. E. Bunge-Wargau’. Im Einwohnerbuch von Fürstenfeldbruck 1955 ist Charles als Bildhauer, Elisabeth als Kunstmalerin aufgeführt.
Mit der Werkstatt waren sie insbesondere auf dem Gebiet der Emailkunst intensiv tätig und schufen Uhren, Kruzifixe, Tabernakel und Schmuckstücke in Email. Noch heute schmücken ihre künstlerisch gestalteten Türgriffe und Beschläge mit Emailauflage öffentliche Gebäude vor allem in München (Rathaus etc.). Beide sind in der Friedensbewegung der 1960er-Jahre aktiv gewesen. Von Liesl gibt es Briefe zu einem „Feldzug der Frauen für Abrüstung und Frieden“. Charles’ plötzlicher Tod Weihnachten 1964 traf Lisl persönlich und geschäftlich hart, war sie doch bisher ausschließlich künstlerisch tätig. 1966 gab sie die Firma auf und wendete sich wieder verstärkt der Malerei zu. Als Lisl Bunge an Alzheimer erkrankte, wurde sie bis zu ihrem Tod 2005 von ihrer inzwischen ebenfalls verstorbenen Tochter Rena betreut. Beide wurden auf dem neuen Friedhof in Emmering im Grab der Familie Bunge bestattet.

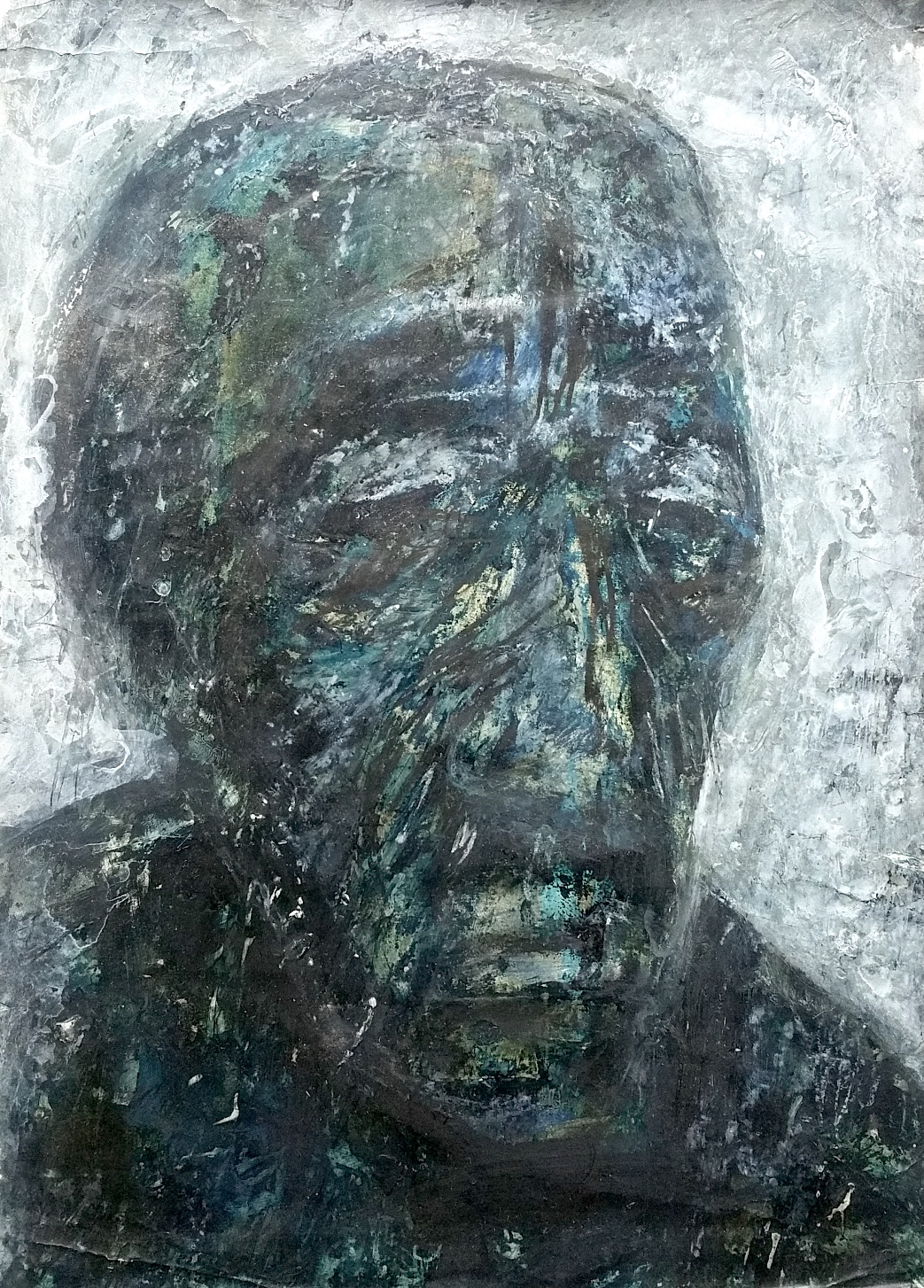
Lisl Bunge: „Gesicht“

## Künstlerisches Schaffen
Gegen Ende der 1970er-Jahre ließen die Aufträge für Emailarbeiten trendbedingt in starkem Maße nach und sie arbeitete weiter als freischaffende Künstlerin. Sie war unter anderem Mitglied der Künstlervereinigung von Fürstenfeldbruck. Elisabeth war mit ihren Werken bei zahlreichen Gruppenausstellungen im Raum München vertreten, etwa auch im ‘Haus der Kunst’, darüber hinaus mit Einzelausstellungen, so etwa 1966–1970 in der ‘Kleinen Galerie’ von Christoph Dürr, 1989 im Bürgerhaus der Stadt Emmering, 1995 in der ‘Hart Galerie’ in Germering, 1996 in der ‘Kulturwerkstatt Haus 10’ im Kloster Fürstenfeld, zwischendurch in ihrem eigenen Künstleratelier in der Hauptstraße 25 in Emmering. 1999 erhielt sie den Kunstpreis des Landkreises Fürstenfeldbruck. Das menschliche Gesicht war das dominierende Thema der letzten Phase ihres langen Künstlerlebens. Anlässlich einer Ausstellung im Emmeringer Bürgerhaus 1989 urteilte der Betrachter: „Elisabeth Bunges Malerei ist düster: Geschundene, einsame Kreaturen beugen sich unter einer braunen oder grauen Welt. Auf rissigem, gewelltem Papier breiten sich unregelmäßige Netze wie Dornen über den Gesichtern und Körpern aus“. Nach ihrem Tod fanden eine eintägige Gedächtnisausstellung im Bürgerhaus Emmering (2005) und eine größere Retrospektive in der ‘Kulturwerkstatt Haus 10’ im Kloster Fürstenfeld (2007) statt und im Jahr 2017 im Kunsthaus Fürstenfeldbruck eine große Ausstellung mit dem Gesamtwerk der Familie Bunge unter dem Titel „Bunge, eine Künstlerfamilie des Landkreises“. Darüber hinaus erscheint ihre Biografie im Kalender von Elisabeth Lang „Frauen im Landkreis Fürstenfeldbruck. 12 Porträts“.